# Шићки Брод
Шићки Брод је насељено мјесто у граду Тузла, Босна и Херцеговина.

## Историја
Насеље Шићки Брод је настало издвајањем из насеља Тузла.

## Становништво
|                      | 2013.          | 1991.          |
| Укупно               | 1 315 (100,0%) | 1 579 (100,0%) |
| Бошњаци              | 1 026 (78,02%) | 855 (54,15%)1  |
| Хрвати               | 107 (8,137%)   | 193 (12,22%)   |
| Босанци              | 68 (5,171%)    | –              |
| Срби                 | 28 (2,129%)    | 208 (13,17%)   |
| Роми                 | 28 (2,129%)    | –              |
| Босанци и Херцеговци | 26 (1,977%)    | –              |
| Неизјашњени          | 20 (1,521%)    | –              |
| Остали               | 7 (0,532%)     | 36 (2,280%)    |
| Муслимани            | 5 (0,380%)     | –              |
| Југословени          | –              | 287 (18,18%)   |

1. 1 На пописима од 1971. до 1991. Бошњаци су пописивани углавном као Муслимани.